# Chelsea Field
Chelsea Field (bürgerlich Kimberly A. Botfield; * 27. Mai 1957 in Glendale, Kalifornien) ist eine US-amerikanische Schauspielerin.

## Leben
Chelsea Field trat ab Mitte der 1980er Jahre in ersten Film- und Fernsehproduktionen auf. 1987 übernahm sie im Science-Fiction-Film Masters of the Universe an der Seite von Dolph Lundgren und Jon Cypher die Rolle der Teela. Weitere Rollen übernahm sie 1991 in den Filmen Harley Davidson & The Marlboro Man sowie Last Boy Scout – Das Ziel ist Überleben.
1993 lernte sie beim Dreh des Films Unmoralisches Begehren den Schauspieler Scott Bakula kennen und ging mit ihm später eine Beziehung ein, aus der zwei Söhne hervorgingen. Nach der Geburt ihrer Kinder übernahm Field nur noch sporadisch Filmrollen. Das Paar heiratete 2009 nach 15 Jahren Beziehung.

## Filmografie (Auswahl)
- 1985: Perfect
- 1985: Phantom-Kommando (Commando)
- 1985: Airwolf (Fernsehserie, 1 Episode)
- 1987: Masters of the Universe
- 1987: Prison – Rückkehr aus der Hölle (Prison)
- 1988: The Bronx Zoo (Fernsehserie, 3 Episoden)
- 1988: Nightingales (Fernsehfilm)
- 1989: Skin Deep – Männer haben’s auch nicht leicht (Skin Deep)
- 1989: Nightingales (Fernsehserie, 13 Episoden)
- 1989: Just Temporary (Fernsehfilm)
- 1989: Witch Bitch – Tod aus dem Jenseits (Death Spa)
- 1990: Capital News (Fernsehserie, 13 Episoden)
- 1990: Cash for Killing (Fernsehfilm)
- 1991: Späte Leidenschaft (An Inconvenient Woman, Fernsehfilm)
- 1991: Harley Davidson & The Marlboro Man
- 1991: Last Boy Scout – Das Ziel ist Überleben (The Last Boy Scout)
- 1992: Dust Devil
- 1993: Hotel Room (Miniserie)
- 1993: Der Schrecken lauert nebenan (Complex of Fear, Fernsehfilm)
- 1993: Stephen Kings Stark (The Dark Half)
- 1993: Extreme Justice
- 1993: Snapdragon
- 1993: Time Trax – Zurück in die Zukunft (Time Trax, Fernsehserie, 1 Episode)
- 1994: Geht’s hier nach Hollywood? (I’ll Do Anything)
- 1994: Die Vögel II – Die Rückkehr (The Birds II: Land’s End, Fernsehfilm)
- 1994: Royce (Fernsehfilm)
- 1994: André
- 1994: Unmoralisches Begehren (A Passion to Kill)
- 1994: Texas (Fernsehfilm)
- 1995: Unter Anklage – Der Fall McMartin (Indictment: The McMartin Trial, Fernsehfilm)
- 1995: The Omen (Fernsehfilm)
- 1995: Die falsche Mörderin (The Wrong Woman)
- 1996: Flipper
- 1996: The Bachelor's Baby (Fernsehfilm)
- 1998: Bad Girl – Mord ist keine Lösung (Wicked)
- 1999: Tom Clancys Netforce (Fernsehfilm)
- 2001: The Unsaid – Lautlose Schreie (The Unsaid)
- 2004: Cold Case – Kein Opfer ist je vergessen (Cold Case, Fernsehserie, 1 Episode)
- 2005: Without a Trace – Spurlos verschwunden (Without a Trace, Fernsehserie, 1 Episode)
- 2006: Navy CIS (NCIS, Fernsehserie, 1 Episode)
- 2008: Just Add Water
- 2011: Borderline Murder – Schönheit um jeden Preis (Borderline Murder, Fernsehfilm)
- 2011: Memphis Beat (Fernsehserie, 1 Episode)
- 2016: Secrets and Lies (Fernsehserie, 1 Episode)
- 2017–2021: Navy CIS: New Orleans (NCIS: New Orleans, Fernsehserie, 21 Episoden)